# Топонимия Бразилии

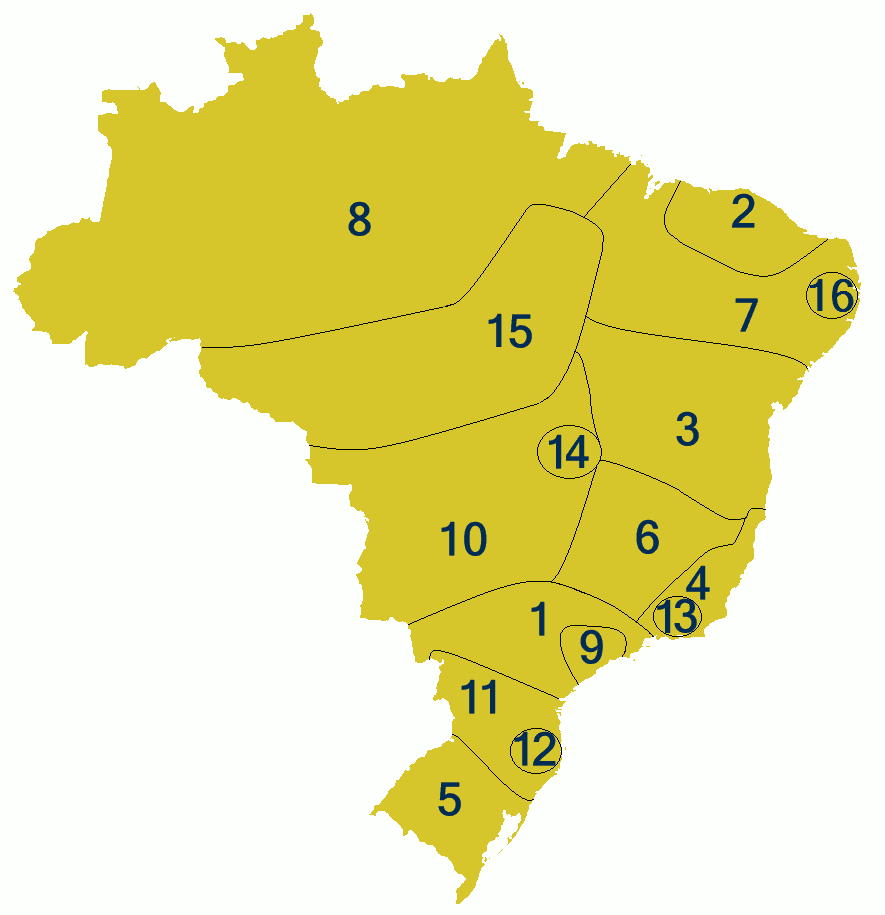
Карта говоров и диалектов бразильского варианта португальского языка:
1 —Кайпира
2 — Португальский северного побережья Бразилии
3 — Байяно
4 — Флюминенсе
5 — Гаучо
6 — Минейро (диалект)
7 — Нордестино
8 — Нортиста
9 — Паулистано (диалект)
10 — Сертаньехо
11 — Сулиста
12 — Флорианополотан
13 — Кариока (диалект)
14 — Бразильенсе
15 — Серра амазоника
16 — Ресифенсе

Топонимия Бразилии — совокупность географических названий, включающая наименования природных и культурных объектов на территории Бразилии. Структура и состав топонимии обусловлены такими факторами, как состав населения, история освоения и географическое положение.

## Название страны
Об этимологии названия «Бразилия» (порт. Brasil) существует ряд гипотез. Согласно одной из них, название Бразилии является сокращением португальского словосочетания Terra do Brasil. Этим названием страна обязана дереву бразил, или «цезальпиния ежовая» (от brasa «жар, раскаленные угли») — так португальские колонизаторы называли красный сандал, широко использовавшийся в то время в красильном деле. Это ценное дерево в начале эпохи колонизации Бразилии (XVI—XVII века) было главным предметом вывоза из страны, в силу чего название дерева закрепилось за страной. Согласно другой гипотезе, название страны происходит от названия мифического острова Бразил — остров блаженных в ирландской мифологии, который упоминается с Раннего Средневековья.

## Структура и состав топонимии
М. Радович выделяет в структуре бразильской топонимии 3 топонимических пласта:
1. Автохтонные бразильские топонимы, происходящие из языков коренных народов.
2. Топонимы португальского происхождения.
3. Топонимы-гибриды, соединяющие португальские и индейские элементы[3].

Помимо этого, В. А. Жучкевич выделяет группу топонимов немецкого происхождения, характерных для небольших поселений: Эльзенау (ныне — Панамби), Блуменау и т. д..
В пласте автохтонных топонимов доминируют названия с основами из языков тупи и гуарани. Наиболее часто встречаются следующие корни индейского происхождения: para- (река), -í или I- (вода), Ita- (камень), Ibi- (дерево), Pira- (рыба), Guira- (птица), -úna (черный), -piranga или -pitanga (красный), -tinga (белый), -obi (голубой), -guaçu (большой), -mirim (маленький), -atã (жесткий), -catu (хороший), -panema (плохой), -bira (прямой), -sununga (шумный), -tiba (место, полное чем-либо). Таким образом, легко поддаётся интерпретации топоним «Ипанема» (I +panema) — «плохая вода». Дело в том, что в районе знаменитого пляжа Ипанема всегда было много нефти. Название бразильского штата Мараньян (порт. Maranhão) было первым названием реки Амазонки и в переводе с языка тупи означает «река, похожая на море» (mba’ra + na).
В пласте топонимов португальского происхождения значительное число составляют антропотопонимы, посвященные видным политическим и военным деятелям страны: Алвару-ди-Карвалью (порт. Álvaro de Carvalho), Америку-ди-Кампус (порт. Américo de Campos), Коломбу (порт. Colombo), Консельейру-Лафаети (порт. Conselheiro Lafaiete), Кристиану-Отони (порт. Cristiano Otoni), Диогу-ди-Васконселус (порт. Diogo de Vasconcelos), Домингус-Мартинс (порт. Domingos Martins), Дуки-ди-Кашиас (порт. Duque de Caxias), Президенти-Алвеш (порт. Presidente Alves), Президенти-Пруденти (порт. Presidente Prudente), Жуан-Песоа (порт. João Pessoa), Сенадор-Канеду (порт. Senador Canedo) — всего более 80 наименований. В этом пласте велик также удельный вес иеротопонимов — названий религиозного происхождения. Как правило, эти топонимы имеют в своем составе слово São/Santa/Santo (святой), таких названий в Бразилии насчитывается порядка 800. Практически ни один святой не остался без «топонимического следа», не говоря уже об Иисусе Христе, упоминание о котором начинается с его детского возраста (Mptino Jesus) и заканчивается Вознесением, например:
- Сан-Висенти (Риу-Гранди-ду-Норти)
- Сан-Висенти (Сан-Паулу)
- Сан-Висенти-Феррер
- Сан-Висенти-Феррер (Мараньян)
- Сан-Висенти-ди-Минас
- Сан-Висенти-ду-Сул.

Пласт гибридных топонимов представляет собой сочетания португальских формантов с индейскими: Итамбе-ду-Мату-Дентру (порт. Itambé do Mato Dentro), Лагоа-ди-Итаэнга (порт. Lagoa de Itaenga). В этом пласте сравнительно часто встречаются неоднородные топоформанты в иеротопонимах: Сан-Жуан-ду-Маньюасу (порт. São João do Manhuaçu), Сан-Мигел-ду-Гуапоре (порт. São Miguel do Guaporé), Пирапора-ду-Бон-Жезус (порт. Pirapora do Bom Jesus).

## Топонимическая политика
Вопросами топонимической политики в Бразилии занимается созданный в 2009 году Комитет по географическим названиям Национальной комиссии по картографии (порт. Comitê de Nomes Geográficos da Comissão Nacional de Cartografia).

### на русском языке
Книги
- Жучкевич В.А. Общая топонимика. Издание 2-е, исправленное и  дополненное. — Минск: Вышэйная школа, 1968. — С. 432.
- Инструкция по русской передаче географических названий Португалии и Бразилии / Сост. И. П. Литвин; Ред. К. Т. Бойко. — М., 1974. — 44 с.
- Поспелов Е. М. Географические названия мира. Топонимический словарь / отв. ред. Р. А. Агеева. — 2-е изд., стереотип. — М.: Русские словари, Астрель, АСТ, 2002. — 512 с. — 3000 экз. — ISBN 5-17-001389-2.
- Словарь географических названий зарубежных стран / А. М. Комков. — М.: Недра, 1986. — 459 с.

Статьи
- Радович М. Топонимы, катойконимы и топонимические прозвища Бразилии:морфологический и культурологический  аспекты // Вестник Российского университета дружбы народов. Серия: Теория языка. Семиотика. Семантика : журнал. — 2016. — № 4. — С. 56—64. — ISSN 2313-2299.

### на других языках
- Guiné de Mello Carvalho L. (2011). Estereotipo e identidade em piadas sobre o mineiro: uma perspectiva da análise do discurso. Universidade Vale do Rio Verde de Três Corações.
- Chesnokova O. (2011). Toponimia latinoamericana: un enfoque semiótico. Forma y Función vol. 24, núm. 2 (julio-diciembre) del 2011. Bogotá, Colombia. P. 11—24.